# Xabi Alonso
Xabier Alonso Olano, meglio noto come Xabi Alonso (Tolosa, 25 novembre 1981), è un allenatore di calcio ed ex calciatore spagnolo, di ruolo centrocampista, tecnico del Real Madrid.
Leggenda del Real Madrid, è considerato uno dei più forti centrocampisti della sua generazione. Cresciuto nel settore giovanile della Real Sociedad, dopo una breve esperienza in prestito all'Eibar (2000-2001), gioca per i baschi dal 2001 al 2004. Acquistato dal Liverpool, con gli inglesi vince una UEFA Champions League, una Supercoppa UEFA, una Coppa d'Inghilterra e un Community Shield. Nel 2009 passa al Real Madrid, con cui conquista due Coppe di Spagna, un campionato spagnolo, una Supercoppa di Spagna, una UEFA Champions League e una Supercoppa UEFA. Dal 2014 al 2017 milita nel Bayern Monaco, dove conclude la carriera vincendo tre campionati tedeschi, una Coppa di Germania e una Supercoppa di Germania.
Con la nazionale spagnola, di cui è stato membro fisso dal 2003 al 2014, ha vinto l'Europeo 2008, il Mondiale 2010 e l'Europeo 2012.
Terminata la carriera da giocatore, intraprende quella di allenatore. Nel 2018-2019 fa esperienza nelle giovanili del Real Madrid, mentre dal 2019 al 2022 è tecnico della Real Sociedad B, con cui vince un campionato spagnolo di terza divisione. Nel 2022 passa al Bayer Leverkusen, dove conquista un campionato tedesco, una Coppa di Germania ed una Supercoppa tedesca.

## Biografia
Nato nella città basca di Tolosa, trascorre i primi sei anni di vita a Barcellona e si trasferisce poi nella città di San Sebastián, dove pratica il calcio sulla spiaggia della Concha e diventa grande amico di Mikel Arteta, attuale allenatore dell'Arsenal. È figlio di Miguel Ángel Alonso, ex giocatore del Barcellona e vincitore di due campionati con la Real Sociedad, squadra nella quale ha giocato anche il fratello maggiore, Mikel. Un altro fratello, Jon, è arbitro.
Il 21 marzo 2018, in seguito ad un processo ai suoi danni per un'evasione fiscale di due milioni di euro, vengono richiesti per Alonso cinque anni di reclusione e il pagamento di una multa di 4 milioni. Nell’ottobre 2023 Alonso viene scagionato da ogni accusa.

## Caratteristiche tecniche

### Giocatore
Ritenuto uno dei migliori centrocampisti al mondo, giocava da regista per via della sua grande visione di gioco, che gli permetteva di fornire assist ai compagni oltre che d'intercettare i palloni avversari. Era anche aggressivo nel pressing e bravo nei lanci lunghi e nelle verticalizzazioni, oltre a essere un ottimo tiratore dalla distanza, di punizioni e rigori.

### Allenatore
I moduli più utilizzati da Alonso sono il 3-4-3, il 3-4-2-1 e il 3-5-2. Il suo stile di gioco è basato sul possesso palla, alto pressing e contropiede, sfruttando soprattutto le fasce laterali.

## Carriera

### Club

#### Gli inizi, Real Sociedad
Cresce nella cantera della Real Sociedad di San Sebastián, con la quale esordisce nella stagione 1999-2000, in Coppa del Re contro il Logroñés.
La stagione successiva viene ceduto in prestito, per la prima parte della stagione, all'Eibar, per poi ritornare a gennaio nella prima squadra della Real Sociedad.
Dal 2001 diventa titolare e nel 2002-2003 chiusa al secondo posto, disputando 33 partite e siglando 3 gol. Nel 2003 arriva anche la prima convocazione nella Nazionale spagnola.

#### Liverpool

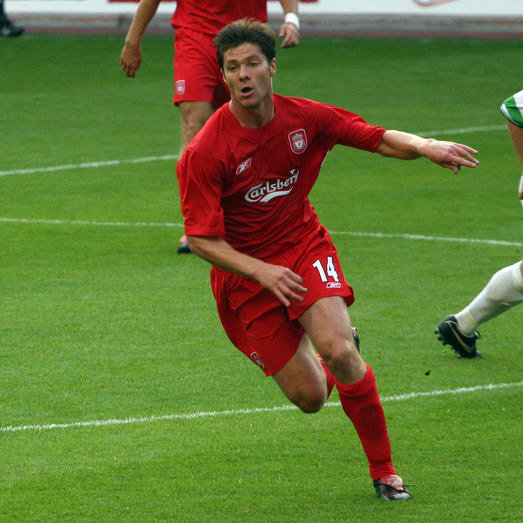
Xabi Alonso con il Liverpool.

Nell'agosto del 2004 si trasferisce al Liverpool per 16,5 milioni di euro. Debutta nella Premier League il 29 agosto 2004 contro il Bolton al Reebok Stadium, gara in cui i reds perdono 0-1. Segna il suo primo gol il 16 ottobre 2004 contro il Fulham, su calcio di punizione, contribuendo alla vittoria del Liverpool (che stava perdendo 2-0).
Diventato nel frattempo titolare nella squadra di Rafael Benítez, il 1º gennaio 2005, durante la partita contro il Chelsea, subisce un tackle da Frank Lampard che lo colpisce alla caviglia, e l'infortunio che ne consegue lo costringe a stare lontano dal campo per tre mesi. Rientra nei quarti di finale di Champions League contro la Juventus, giocando l'intera partita (complice l'assenza di Steven Gerrard, infortunato) e conquistando la semifinale. Nella finale di Istanbul è uno dei grandi protagonisti della rimonta sul Milan (da 0-3 a 3-3), realizzando il gol del pareggio con una ribattuta in rete del rigore paratogli da Dida. Tra l'altro quello è stato il primo rigore calciato da lui nel corso della sua carriera.
Il 7 gennaio 2006, nel terzo turno di FA Cup contro il Luton Town, contribuisce alla vittoria dei Reds che ribaltano il risultato ottenendo un 5-3 dopo essere stati sotto 1-3 nel secondo tempo, con due gol: il primo da quasi 40 metri mentre il secondo dalla sua metà campo, sfruttando l'assenza tra i pali del portiere ospite spintosi nell'area del Liverpool alla ricerca del gol. Con la sua doppietta fa la fortuna di un tifoso del Liverpool che scommettendo 200 sterline su un suo gol dalla sua metà campo durante la stagione 2005-2006, vince 25.000 sterline. Pochi mesi dopo, durante la vittoria 3-1 sul Portsmouth del 7 maggio, si procura un infortunio alla caviglia, riuscendo a recuperare in tempo per la finale della FA Cup, vinta, e disputare con la nazionale spagnola il mondiale di Germania.
Nella stagione 2006-2007 rimane il titolare del centrocampo dei Reds che arrivano terzi in campionato e perdono la finale di Champions League contro il Milan.
L'8 giugno 2007 rinnova il suo contratto con il Liverpool, firmando un prolungamento di cinque anni, fino al 2012. Termina la stagione con 19 presenze e 2 reti in Premier, partecipando poi agli Europei in Svizzera ed Austria.

#### Real Madrid

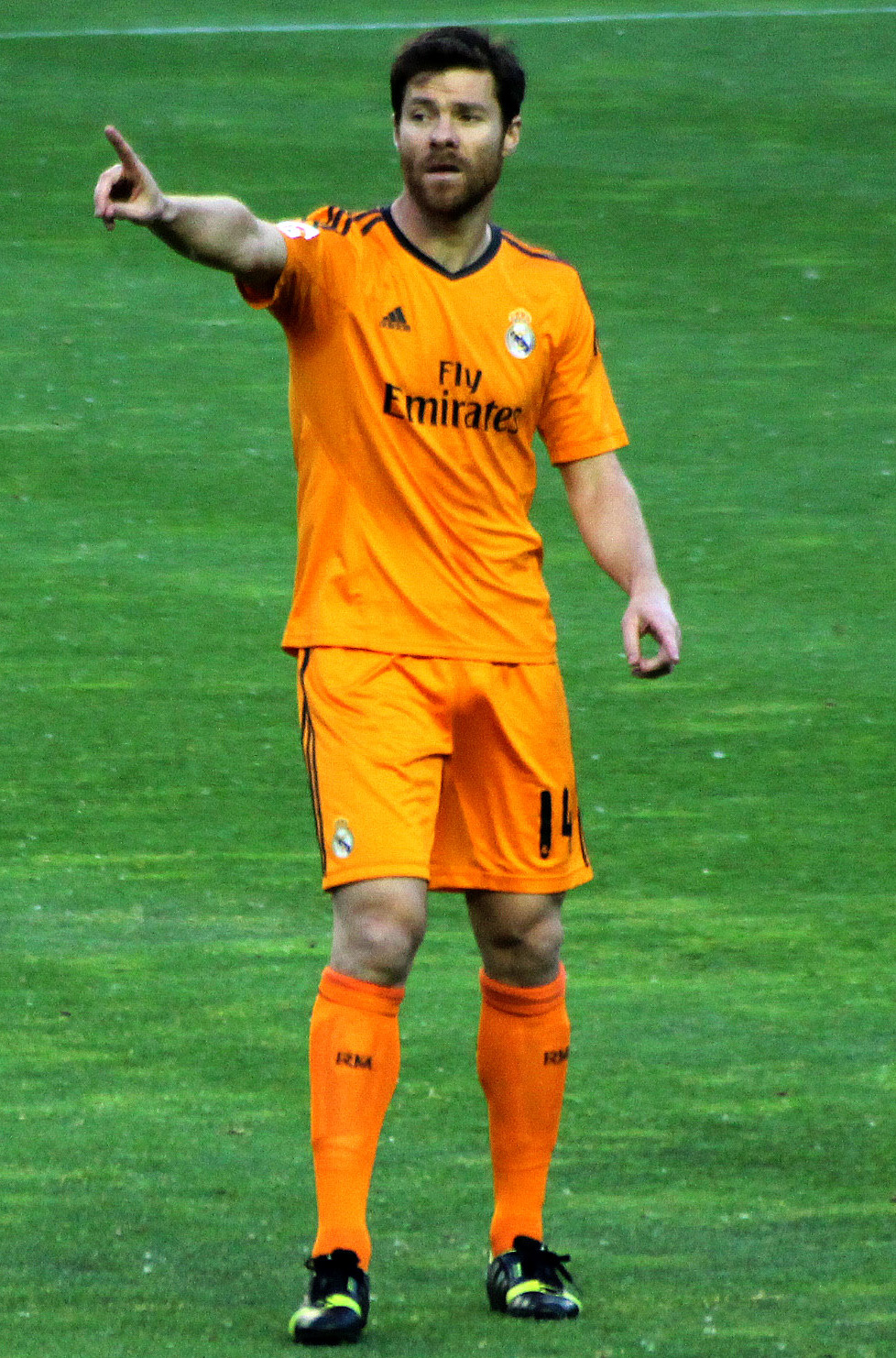
Xabi Alonso con il Real Madrid.

Il 4 agosto 2009 si trasferisce al Real Madrid per 35,4 milioni di euro, con cui firma un contratto quinquennale. Il 21 febbraio 2010 segna il suo primo gol nella Liga su rigore contro il Villarreal. Al termine della sua prima stagione in Spagna, il Real si classifica secondo nella Liga. Il 20 aprile 2011 si aggiudica con il risultato di 1-0 il suo primo trofeo con i blancos, andando a conquistare la Coppa del Re ai danni proprio del Barcellona.
L'anno successivo vince il campionato dopo aver disputato una stagione sempre da titolare. Inizia la stagione vincendo la Supercoppa di Spagna 2012 nella doppia sfida contro il Barcellona.
Il 16 aprile 2014 vince la Coppa del Re battendo in finale il Barcellona, mentre il 24 maggio 2014, pur non giocando per squalifica, vince la sua seconda Champions League, la prima con il Real Madrid che batte l'Atlético Madrid per 4-1 ai supplementari.

#### Bayern Monaco e ritiro
Il 29 agosto 2014 viene acquistato dal Bayern Monaco per 10 milioni di euro e sottoscrive con la società bavarese un contratto biennale. Il 26 aprile 2015 vince il suo primo campionato tedesco con il Bayern. Con il club bavarese vince in totale tre campionati tedeschi, una Coppa di Germania e una Supercoppa di Germania.
Il 9 marzo 2017 annuncia il ritiro dal calcio giocato al termine della stagione.

### Nazionale
Debutta nella Selección nell'aprile del 2003 nell'amichevole vinta per 4-0 contro l'Ecuador. Nel 2006 viene convocato per il mondiale di Germania, durante il quale segna il suo primo gol in nazionale, nel corso dell'incontro vinto contro l'Ucraina 4-0, il 14 giugno.
Il 29 giugno 2008 con le Furie rosse vince il campionato europeo battendo in finale la Germania. Nel 2009 viene convocato per la Confederations Cup in Sudafrica, in cui segna il gol decisivo su calcio di punizione nella finale per il terzo posto contro il Sudafrica. Nel 2010 è quindi nella lista dei 23 di Vicente del Bosque per il mondiale vinto proprio dalla Spagna.
Convocato anche per gli europei del 2012 in Polonia e Ucraina da Del Bosque, nella partita dei quarti di finale contro la Francia segna la sua prima doppietta in nazionale con un colpo di testa nel primo tempo e al 90º minuto su calcio di rigore. La partita (la sua 100ª in Nazionale) termina 2-0 in favore delle Furie rosse, risultato che le qualifica per la semifinale, dove sconfiggeranno il Portogallo ai tiri di rigore per 4-2. Il 1º luglio 2012 vince il campionato europeo con la sua nazionale.
Partecipa anche ai mondiali 2014 in Brasile. Nella prima sfida, contro i Paesi Bassi, sblocca la partita su calcio di rigore; tuttavia la Spagna perderà per 5-1, venendo poi eliminata ai gironi dopo due altri incontri. Il 27 agosto 2014, con una lettera pubblicata sul sito della federazione spagnola, annuncia il suo ritiro dalla nazionale.
In carriera ha anche vestito a più riprese la maglia della Selezione di calcio dei Paesi Baschi.

### Allenatore

#### Gli inizi

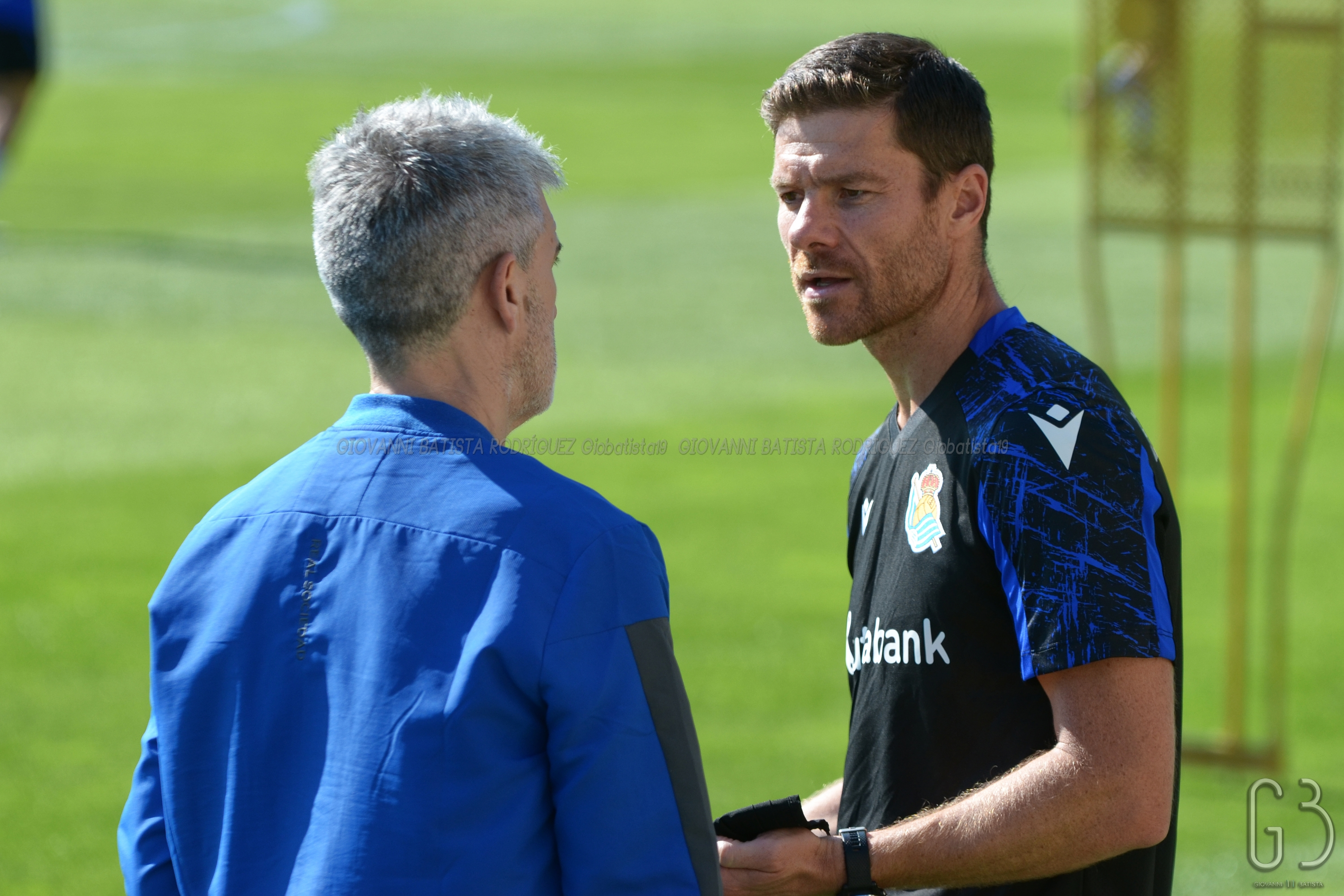
Alonso come tecnico della Real Sociedad B.

Il 1º giugno 2018 prende la qualifica di allenatore UEFA insieme a Raúl, Xavi, Víctor Valdés e Joan Capdevila. Il 29 agosto seguente entra nello staff del Real Madrid con il ruolo di allenatore della selezione Infantil A.
Il 1º giugno 2019 viene annunciato come nuovo allenatore della Real Sociedad B. Il 24 agosto, al suo debutto come allenatore, pareggia 1-1 contro il Burgos. Chiude l'annata 2019-2020 al quinto posto in Segunda División B. Nella stagione 2020-2021 la squadra di Alonso ottiene la promozione in Segunda División, grazie alla vittoria per 2-1 ai danni dell'Algeciras durante i play-off; tale traguardo non accadeva dal 1962.
Il 25 maggio 2022, con la squadra già retrocessa, viene annunciata la separazione con il club spagnolo.

#### Bayer Leverkusen
Il 5 ottobre 2022, in seguito all'esonero dello svizzero Gerardo Seoane, viene ingaggiato dal Bayer Leverkusen, firmando un contratto valido fino al 30 giugno 2024. Debutta tre giorni dopo, vincendo per 4-0 la partita di Bundesliga giocata contro lo Schalke 04. In UEFA Champions League colleziona due pareggi, entrambi senza reti contro Atlético Madrid e Club Bruges, ed una sconfitta per 3-0 ai danni del Porto. Il Bayer Leverkusen termina il girone al terzo posto, accedendo così all’Europa League. Dopo un altalenante periodo di ambientamento, Xabi Alonso dà una svolta alla stagione del Leverkusen, portandolo al sesto posto in Bundesliga e in semifinale di Europa League, dove viene eliminato dalla Roma. A fine stagione, le ottime prestazioni offerte attirano l'interesse del Tottenham, con Alonso che decide però di rimanere un altro anno sulla panchina tedesca.
Il 4 agosto 2023, Alonso rinnova il proprio contratto con il club tedesco fino al 2026. Durante il periodo estivo, in seguito all'acquisto di giocatori del calibro di Alejandro Grimaldo, Nathan Tella, Jonas Hofmann, Granit Xhaka e Victor Boniface, il tecnico imposta la squadra su un 3-4-2-1 ad alto pressing e contropiede. Il cambio tattico gli permette di partire subito forte sia in campionato che in UEFA Europa League, dove vince tutte e sei le partite del girone. Il 23 febbraio 2024 stabilisce il record di imbattibilità per una squadra tedesca in tutte le competizioni (33). Il 14 aprile vince la Bundesliga con cinque giornate di anticipo; per le aspirine si tratta del primo successo nella manifestazione. Il 9 maggio, grazie al pareggio casalingo contro la Roma, accede alla finale della competizione europea; contestualmente, stabilisce il record di 49 partite senza sconfitte, superando il primato raggiunto dal Benfica tra il 1963 e il 1965 (48). Il 22 maggio seguente perde la finale di Europa League per 3-0 contro l'Atalanta di Gian Piero Gasperini, terminando così la striscia di imbattibilità dopo 51 partite. Conclude la stagione vincendo la Coppa di Germania ai danni del Kaiserslautern.
Alonso inizia la stagione 2024-2025 vincendo la Supercoppa tedesca ai danni dello Stoccarda. Dopo aver condotto il Bayer al secondo posto in campionato, dietro soltanto al Bayern Monaco, il 9 maggio 2025 il tecnico annuncia l'addio al club tedesco al termine della stagione.

#### Real Madrid
Il 25 maggio 2025, viene annunciato il ritorno di Alonso al Real Madrid, questa volta da allenatore, come successore di Carlo Ancelotti; con i Blancos, sottoscrive un contratto triennale, valido a partire dal 1º giugno successivo, e dunque già dalla Coppa del mondo per club FIFA 2025.

## Statistiche

### Presenze e reti nei club
Statistiche aggiornate al termine della carriera da calciatore.
| Stagione             | Squadra              | Campionato           | Campionato | Campionato | Coppa nazionale | Coppa nazionale | Coppa nazionale | Coppe continentali | Coppe continentali | Coppe continentali | Altre coppe | Altre coppe | Altre coppe | Totale | Totale |
| Stagione             | Squadra              | Comp                 | Pres       | Reti       | Comp            | Pres            | Reti            | Comp               | Pres               | Reti               | Comp        | Pres        | Reti        | Pres   | Reti   |
| -------------------- | -------------------- | -------------------- | ---------- | ---------- | --------------- | --------------- | --------------- | ------------------ | ------------------ | ------------------ | ----------- | ----------- | ----------- | ------ | ------ |
| 1999-2000            | Real Sociedad B      | TD                   | 24         | 7          | -               | -               | -               | -                  | -                  | -                  | -           | -           | -           | 24     | 7      |
| 1999-2000            | Real Sociedad        | PD                   | 0          | 0          | CR              | 1               | 0               | -                  | -                  | -                  | -           | -           | -           | 1      | 0      |
| 2000-gen. 2001       | Eibar                | SD                   | 14         | 0          | CR              | 0               | 0               | -                  | -                  | -                  | -           | -           | -           | 14     | 0      |
| gen.-giu. 2001       | Real Sociedad        | PD                   | 18         | 0          | CR              | 0               | 0               | -                  | -                  | -                  | -           | -           | -           | 18     | 0      |
| 2001-2002            | Real Sociedad        | PD                   | 29         | 3          | CR              | 0               | 0               | -                  | -                  | -                  | -           | -           | -           | 29     | 3      |
| 2002-2003            | Real Sociedad        | PD                   | 33         | 3          | CR              | 1               | 0               | -                  | -                  | -                  | -           | -           | -           | 34     | 3      |
| 2003-2004            | Real Sociedad        | PD                   | 34         | 3          | CR              | 0               | 0               | UCL                | 8                  | 1                  | -           | -           | -           | 43     | 4      |
| Totale Real Sociedad | Totale Real Sociedad | Totale Real Sociedad | 114        | 9          |                 | 2               | 0               |                    | 8                  | 1                  |             | -           | -           | 125    | 10     |
| 2004-2005            | Liverpool            | PL                   | 24         | 2          | FACup+CdL       | 0               | 0               | UCL                | 8                  | 1                  | -           | -           | -           | 32     | 3      |
| 2005-2006            | Liverpool            | PL                   | 35         | 3          | FACup+CdL       | 5+0             | 2               | UCL                | 10                 | 0                  | SU+Cmc      | 1+2         | 0           | 53     | 5      |
| 2006-2007            | Liverpool            | PL                   | 32         | 4          | FACup+CdL       | 1+2             | 0               | UCL                | 15                 | 0                  | CS          | 1           | 0           | 51     | 4      |
| 2007-2008            | Liverpool            | PL                   | 19         | 2          | FACup+CdL       | 3+1             | 0               | UCL                | 4                  | 0                  | -           | -           | -           | 27     | 2      |
| 2008-2009            | Liverpool            | PL                   | 33         | 4          | FACup+CdL       | 3+1             | 0               | UCL                | 10                 | 1                  | -           | -           | -           | 47     | 5      |
| Totale Liverpool     | Totale Liverpool     | Totale Liverpool     | 143        | 15         |                 | 16              | 2               |                    | 47                 | 2                  |             | 4           | 0           | 210    | 19     |
| 2009-2010            | Real Madrid          | PD                   | 34         | 3          | CR              | 0               | 0               | UCL                | 7                  | 0                  | -           | -           | -           | 41     | 3      |
| 2010-2011            | Real Madrid          | PD                   | 34         | 0          | CR              | 7               | 1               | UCL                | 11                 | 0                  | -           | -           | -           | 52     | 1      |
| 2011-2012            | Real Madrid          | PD                   | 36         | 1          | CR              | 4               | 0               | UCL                | 10                 | 0                  | SS          | 2           | 1           | 52     | 2      |
| 2012-2013            | Real Madrid          | PD                   | 28         | 0          | CR              | 7               | 0               | UCL                | 10                 | 0                  | SS          | 2           | 0           | 47     | 0      |
| 2013-2014            | Real Madrid          | PD                   | 26         | 0          | CR              | 7               | 0               | UCL                | 9                  | 0                  | -           | -           | -           | 42     | 0      |
| lug.-ago. 2014       | Real Madrid          | PD                   | 0          | 0          | CR              | 0               | 0               | UCL                | 0                  | 0                  | SU+SS+Cmc   | 0+2+0       | 0           | 2      | 0      |
| Totale Real Madrid   | Totale Real Madrid   | Totale Real Madrid   | 158        | 4          |                 | 25              | 1               |                    | 47                 | 0                  |             | 6           | 1           | 236    | 6      |
| ago. 2014-2015       | Bayern Monaco        | BL                   | 26         | 2          | CG              | 4               | 0               | UCL                | 10                 | 2                  | SG          | -           | -           | 40     | 4      |
| 2015-2016            | Bayern Monaco        | BL                   | 26         | 0          | CG              | 4               | 1               | UCL                | 8                  | 1                  | SG          | 1           | 0           | 39     | 2      |
| 2016-2017            | Bayern Monaco        | BL                   | 27         | 3          | CG              | 3               | 0               | UCL                | 7                  | 0                  | SG          | 1           | 0           | 38     | 3      |
| Totale Bayern Monaco | Totale Bayern Monaco | Totale Bayern Monaco | 79         | 5          |                 | 11              | 1               |                    | 25                 | 3                  |             | 2           | 0           | 117    | 9      |
| Totale carriera      | Totale carriera      | Totale carriera      | 532        | 40         |                 | 54              | 4               |                    | 127                | 6                  |             | 12          | 1           | 726    | 51     |

### Cronologia presenze e reti in nazionale
| Cronologia completa delle presenze e delle reti in nazionale ― Spagna | Cronologia completa delle presenze e delle reti in nazionale ― Spagna | Cronologia completa delle presenze e delle reti in nazionale ― Spagna | Cronologia completa delle presenze e delle reti in nazionale ― Spagna | Cronologia completa delle presenze e delle reti in nazionale ― Spagna | Cronologia completa delle presenze e delle reti in nazionale ― Spagna | Cronologia completa delle presenze e delle reti in nazionale ― Spagna | Cronologia completa delle presenze e delle reti in nazionale ― Spagna |
| Data                                                                  | Città                                                                 | In casa                                                               | Risultato                                                             | Ospiti                                                                | Competizione                                                          | Reti                                                                  | Note                                                                  |
| --------------------------------------------------------------------- | --------------------------------------------------------------------- | --------------------------------------------------------------------- | --------------------------------------------------------------------- | --------------------------------------------------------------------- | --------------------------------------------------------------------- | --------------------------------------------------------------------- | --------------------------------------------------------------------- |
| 30-4-2003                                                             | Madrid                                                                | Spagna                                                                | 4 – 0                                                                 | Ecuador                                                               | Amichevole                                                            | -                                                                     | 66’                                                                   |
| 6-9-2003                                                              | Guimarães                                                             | Portogallo                                                            | 0 – 3                                                                 | Spagna                                                                | Amichevole                                                            | -                                                                     |                                                                       |
| 10-9-2003                                                             | Elche                                                                 | Spagna                                                                | 2 – 1                                                                 | Ucraina                                                               | Qual. Euro 2004                                                       | -                                                                     |                                                                       |
| 11-10-2003                                                            | Erevan                                                                | Armenia                                                               | 0 – 4                                                                 | Spagna                                                                | Qual. Euro 2004                                                       | -                                                                     | 66’                                                                   |
| 19-11-2003                                                            | Oslo                                                                  | Norvegia                                                              | 0 – 3                                                                 | Spagna                                                                | Qual. Euro 2004                                                       | -                                                                     |                                                                       |
| 18-2-2004                                                             | Barcellona                                                            | Spagna                                                                | 2 – 1                                                                 | Perù                                                                  | Amichevole                                                            | -                                                                     | 46’                                                                   |
| 31-3-2004                                                             | Gijón                                                                 | Spagna                                                                | 2 – 0                                                                 | Danimarca                                                             | Amichevole                                                            | -                                                                     | 64’                                                                   |
| 28-4-2004                                                             | Genova                                                                | Italia                                                                | 1 – 1                                                                 | Spagna                                                                | Amichevole                                                            | -                                                                     | 46’                                                                   |
| 5-6-2004                                                              | Getafe                                                                | Spagna                                                                | 4 – 0                                                                 | Andorra                                                               | Amichevole                                                            | -                                                                     | 46’                                                                   |
| 12-6-2004                                                             | Faro                                                                  | Spagna                                                                | 1 – 0                                                                 | Russia                                                                | Euro 2004 - 1º turno                                                  | -                                                                     | 59’                                                                   |
| 20-6-2004                                                             | Lisbona                                                               | Spagna                                                                | 0 – 1                                                                 | Portogallo                                                            | Euro 2004 - 1º turno                                                  | -                                                                     |                                                                       |
| 18-8-2004                                                             | Las Palmas                                                            | Spagna                                                                | 3 – 2                                                                 | Venezuela                                                             | Amichevole                                                            | -                                                                     |                                                                       |
| 3-9-2004                                                              | Valencia                                                              | Spagna                                                                | 1 – 1                                                                 | Scozia                                                                | Amichevole                                                            | -                                                                     |                                                                       |
| 8-9-2004                                                              | Zenica                                                                | Bosnia ed Erzegovina                                                  | 1 – 1                                                                 | Spagna                                                                | Qual. Mondiali 2006                                                   | -                                                                     | 70’                                                                   |
| 9-10-2004                                                             | Santander                                                             | Spagna                                                                | 2 – 0                                                                 | Belgio                                                                | Qual. Mondiali 2006                                                   | -                                                                     | 58’ 82’                                                               |
| 17-11-2004                                                            | Madrid                                                                | Spagna                                                                | 1 – 0                                                                 | Inghilterra                                                           | Amichevole                                                            | -                                                                     | 69’                                                                   |
| 8-6-2005                                                              | Valencia                                                              | Spagna                                                                | 1 – 1                                                                 | Bosnia ed Erzegovina                                                  | Qual. Mondiali 2006                                                   | -                                                                     | 62’                                                                   |
| 17-8-2005                                                             | Gijón                                                                 | Spagna                                                                | 2 – 0                                                                 | Uruguay                                                               | Amichevole                                                            | -                                                                     | 46’                                                                   |
| 3-9-2005                                                              | Santander                                                             | Spagna                                                                | 2 – 1                                                                 | Canada                                                                | Amichevole                                                            | -                                                                     | 46’                                                                   |
| 7-9-2005                                                              | Madrid                                                                | Spagna                                                                | 1 – 1                                                                 | Serbia e Montenegro                                                   | Qual. Mondiali 2006                                                   | -                                                                     | 56’                                                                   |
| 12-11-2005                                                            | Madrid                                                                | Spagna                                                                | 5 – 1                                                                 | Slovacchia                                                            | Qual. Mondiali 2006                                                   | -                                                                     | 65’                                                                   |
| 16-11-2005                                                            | Bratislava                                                            | Slovacchia                                                            | 1 – 1                                                                 | Spagna                                                                | Qual. Mondiali 2006                                                   | -                                                                     |                                                                       |
| 1-3-2006                                                              | Valladolid                                                            | Spagna                                                                | 3 – 1                                                                 | Costa d'Avorio                                                        | Amichevole                                                            | -                                                                     | 58’                                                                   |
| 27-5-2006                                                             | Albacete                                                              | Spagna                                                                | 0 – 0                                                                 | Russia                                                                | Amichevole                                                            | -                                                                     | 46’                                                                   |
| 3-6-2006                                                              | Elche                                                                 | Spagna                                                                | 2 – 0                                                                 | Egitto                                                                | Amichevole                                                            | -                                                                     | 46’                                                                   |
| 7-6-2006                                                              | Ginevra                                                               | Croazia                                                               | 1 – 2                                                                 | Spagna                                                                | Amichevole                                                            | -                                                                     |                                                                       |
| 14-6-2006                                                             | Lipsia                                                                | Spagna                                                                | 4 – 0                                                                 | Ucraina                                                               | Mondiali 2006 - 1º turno                                              | 1                                                                     | 55’                                                                   |
| 19-6-2006                                                             | Stoccarda                                                             | Spagna                                                                | 3 – 1                                                                 | Tunisia                                                               | Mondiali 2006 - 1º turno                                              | -                                                                     |                                                                       |
| 27-6-2006                                                             | Hannover                                                              | Spagna                                                                | 1 – 3                                                                 | Francia                                                               | Mondiali 2006 - Ottavi di finale                                      | -                                                                     |                                                                       |
| 2-9-2006                                                              | Badajoz                                                               | Spagna                                                                | 4 – 0                                                                 | Liechtenstein                                                         | Qual. Euro 2008                                                       | -                                                                     |                                                                       |
| 6-9-2006                                                              | Belfast                                                               | Irlanda del Nord                                                      | 3 – 2                                                                 | Spagna                                                                | Qual. Euro 2008                                                       | -                                                                     |                                                                       |
| 11-10-2006                                                            | Murcia                                                                | Spagna                                                                | 2 – 1                                                                 | Argentina                                                             | Amichevole                                                            | -                                                                     | 46’ 67’                                                               |
| 15-11-2006                                                            | Cadice                                                                | Spagna                                                                | 0 – 1                                                                 | Romania                                                               | Amichevole                                                            | -                                                                     | 46’                                                                   |
| 24-3-2007                                                             | Madrid                                                                | Spagna                                                                | 2 – 1                                                                 | Danimarca                                                             | Qual. Euro 2008                                                       | -                                                                     | 60’ 89’                                                               |
| 28-3-2007                                                             | Palma di Maiorca                                                      | Spagna                                                                | 1 – 0                                                                 | Islanda                                                               | Qual. Euro 2008                                                       | -                                                                     | 78’                                                                   |
| 2-6-2007                                                              | Riga                                                                  | Lettonia                                                              | 0 – 2                                                                 | Spagna                                                                | Qual. Euro 2008                                                       | -                                                                     | 66’                                                                   |
| 6-6-2007                                                              | Vaduz                                                                 | Liechtenstein                                                         | 0 – 2                                                                 | Spagna                                                                | Qual. Euro 2008                                                       | -                                                                     |                                                                       |
| 22-8-2007                                                             | Salonicco                                                             | Grecia                                                                | 2 – 3                                                                 | Spagna                                                                | Amichevole                                                            | -                                                                     | 66’                                                                   |
| 8-9-2007                                                              | Reykjavík                                                             | Islanda                                                               | 1 – 1                                                                 | Spagna                                                                | Qual. Euro 2008                                                       | -                                                                     | 21’                                                                   |
| 6-2-2008                                                              | Malaga                                                                | Spagna                                                                | 1 – 0                                                                 | Francia                                                               | Amichevole                                                            | -                                                                     | 62’                                                                   |
| 26-3-2008                                                             | Elche                                                                 | Spagna                                                                | 1 – 0                                                                 | Italia                                                                | Amichevole                                                            | -                                                                     | 59’                                                                   |
| 31-5-2008                                                             | Huelva                                                                | Spagna                                                                | 2 – 1                                                                 | Perù                                                                  | Amichevole                                                            | -                                                                     | 46’                                                                   |
| 4-6-2008                                                              | Santander                                                             | Spagna                                                                | 1 – 0                                                                 | Stati Uniti                                                           | Amichevole                                                            | -                                                                     | 46’                                                                   |
| 10-6-2008                                                             | Innsbruck                                                             | Spagna                                                                | 4 – 1                                                                 | Russia                                                                | Euro 2008 - 1º turno                                                  | -                                                                     | 78’                                                                   |
| 18-6-2008                                                             | Wals-Siezenheim                                                       | Grecia                                                                | 1 – 2                                                                 | Spagna                                                                | Euro 2008 - 1º turno                                                  | -                                                                     | [ 56 ]                                                                |
| 26-6-2008                                                             | Vienna                                                                | Russia                                                                | 0 – 3                                                                 | Spagna                                                                | Euro 2008 - Semifinale                                                | -                                                                     | 78’                                                                   |
| 29-6-2008                                                             | Vienna                                                                | Germania                                                              | 0 – 1                                                                 | Spagna                                                                | Euro 2008 - Finale                                                    | -                                                                     | 73’                                                                   |
| 20-8-2008                                                             | Copenaghen                                                            | Danimarca                                                             | 0 – 3                                                                 | Spagna                                                                | Amichevole                                                            | 2                                                                     | 46’                                                                   |
| 6-9-2008                                                              | Murcia                                                                | Spagna                                                                | 1 – 0                                                                 | Bosnia ed Erzegovina                                                  | Qual. Mondiali 2010                                                   | -                                                                     | 65’                                                                   |
| 10-9-2008                                                             | Albacete                                                              | Spagna                                                                | 4 – 0                                                                 | Armenia                                                               | Qual. Mondiali 2010                                                   | -                                                                     | 55’                                                                   |
| 11-10-2008                                                            | Tallinn                                                               | Estonia                                                               | 0 – 3                                                                 | Spagna                                                                | Qual. Mondiali 2010                                                   | -                                                                     |                                                                       |
| 15-10-2008                                                            | Bruxelles                                                             | Belgio                                                                | 1 – 2                                                                 | Spagna                                                                | Qual. Mondiali 2010                                                   | -                                                                     | 64’                                                                   |
| 19-11-2008                                                            | Vila-real                                                             | Spagna                                                                | 3 – 0                                                                 | Cile                                                                  | Amichevole                                                            | -                                                                     |                                                                       |
| 11-2-2009                                                             | Siviglia                                                              | Spagna                                                                | 2 – 0                                                                 | Inghilterra                                                           | Amichevole                                                            | -                                                                     |                                                                       |
| 28-3-2009                                                             | Madrid                                                                | Spagna                                                                | 1 – 0                                                                 | Turchia                                                               | Qual. Mondiali 2010                                                   | -                                                                     |                                                                       |
| 1-4-2009                                                              | Istanbul                                                              | Turchia                                                               | 1 – 2                                                                 | Spagna                                                                | Qual. Mondiali 2010                                                   | 1                                                                     |                                                                       |
| 9-6-2009                                                              | Baku                                                                  | Azerbaigian                                                           | 0 – 6                                                                 | Spagna                                                                | Amichevole                                                            | -                                                                     |                                                                       |
| 14-6-2009                                                             | Rustenburg                                                            | Nuova Zelanda                                                         | 0 – 5                                                                 | Spagna                                                                | Conf. Cup 2009 - 1º turno                                             | -                                                                     |                                                                       |
| 17-6-2009                                                             | Bloemfontein                                                          | Spagna                                                                | 1 – 0                                                                 | Iraq                                                                  | Conf. Cup 2009 - 1º turno                                             | -                                                                     | 38’                                                                   |
| 24-6-2009                                                             | Bloemfontein                                                          | Spagna                                                                | 0 – 2                                                                 | Stati Uniti                                                           | Conf. Cup 2009 - Semifinale                                           | -                                                                     |                                                                       |
| 28-6-2009                                                             | Rustenburg                                                            | Spagna                                                                | 3 – 2 dts                                                             | Sudafrica                                                             | Conf. Cup 2009 - Finale 3º posto                                      | 1                                                                     |                                                                       |
| 12-8-2009                                                             | Skopje                                                                | Macedonia                                                             | 2 – 3                                                                 | Spagna                                                                | Amichevole                                                            | -                                                                     | 46’                                                                   |
| 5-9-2009                                                              | La Coruña                                                             | Spagna                                                                | 5 – 0                                                                 | Belgio                                                                | Qual. Mondiali 2010                                                   | -                                                                     |                                                                       |
| 14-10-2009                                                            | Zenica                                                                | Bosnia ed Erzegovina                                                  | 2 – 5                                                                 | Spagna                                                                | Qual. Mondiali 2010                                                   | -                                                                     |                                                                       |
| 14-11-2009                                                            | Madrid                                                                | Spagna                                                                | 2 – 1                                                                 | Argentina                                                             | Amichevole                                                            | 2                                                                     |                                                                       |
| 3-3-2010                                                              | Saint-Denis                                                           | Francia                                                               | 0 – 2                                                                 | Spagna                                                                | Amichevole                                                            | -                                                                     | 65’                                                                   |
| 29-5-2010                                                             | Innsbruck                                                             | Spagna                                                                | 3 – 2                                                                 | Arabia Saudita                                                        | Amichevole                                                            | 1                                                                     |                                                                       |
| 3-6-2010                                                              | Innsbruck                                                             | Spagna                                                                | 1 – 0                                                                 | Corea del Sud                                                         | Amichevole                                                            | -                                                                     | 58’                                                                   |
| 8-6-2010                                                              | Murcia                                                                | Spagna                                                                | 6 – 0                                                                 | Polonia                                                               | Amichevole                                                            | 1                                                                     |                                                                       |
| 16-6-2010                                                             | Durban                                                                | Spagna                                                                | 0 – 1                                                                 | Svizzera                                                              | Mondiali 2010 - 1º turno                                              | -                                                                     |                                                                       |
| 21-6-2010                                                             | Johannesburg                                                          | Spagna                                                                | 2 – 0                                                                 | Honduras                                                              | Mondiali 2010 - 1º turno                                              | -                                                                     |                                                                       |
| 25-6-2010                                                             | Pretoria                                                              | Cile                                                                  | 1 – 2                                                                 | Spagna                                                                | Mondiali 2010 - 1º turno                                              | -                                                                     | 73’                                                                   |
| 29-6-2010                                                             | Città del Capo                                                        | Spagna                                                                | 1 – 0                                                                 | Portogallo                                                            | Mondiali 2010 - Ottavi di finale                                      | -                                                                     | 74’ 90+3’                                                             |
| 3-7-2010                                                              | Johannesburg                                                          | Paraguay                                                              | 0 – 1                                                                 | Spagna                                                                | Mondiali 2010 - Quarti di finale                                      | -                                                                     | 75’                                                                   |
| 7-7-2010                                                              | Durban                                                                | Germania                                                              | 0 – 1                                                                 | Spagna                                                                | Mondiali 2010 - Semifinale                                            | -                                                                     | 90+3’                                                                 |
| 11-7-2010                                                             | Johannesburg                                                          | Paesi Bassi                                                           | 0 – 1 dts                                                             | Spagna                                                                | Mondiali 2010 - Finale                                                | -                                                                     | 87’                                                                   |
| 11-8-2010                                                             | Città del Messico                                                     | Messico                                                               | 1 – 1                                                                 | Spagna                                                                | Amichevole                                                            | -                                                                     | 45’                                                                   |
| 3-9-2010                                                              | Vaduz                                                                 | Liechtenstein                                                         | 0 – 4                                                                 | Spagna                                                                | Qual. Euro 2012                                                       | -                                                                     |                                                                       |
| 7-9-2010                                                              | Buenos Aires                                                          | Argentina                                                             | 4 – 1                                                                 | Spagna                                                                | Amichevole                                                            | -                                                                     | cap. 71’                                                              |
| 12-10-2010                                                            | Glasgow                                                               | Scozia                                                                | 2 – 3                                                                 | Spagna                                                                | Qual. Euro 2012                                                       | -                                                                     |                                                                       |
| 17-11-2010                                                            | Lisbona                                                               | Portogallo                                                            | 4 – 0                                                                 | Spagna                                                                | Amichevole                                                            | -                                                                     | 58’                                                                   |
| 9-2-2011                                                              | Madrid                                                                | Spagna                                                                | 1 – 0                                                                 | Colombia                                                              | Amichevole                                                            | -                                                                     | 76’                                                                   |
| 25-3-2011                                                             | Granada                                                               | Spagna                                                                | 2 – 1                                                                 | Rep. Ceca                                                             | Qual. Euro 2012                                                       | -                                                                     | 39’ 46’                                                               |
| 29-3-2011                                                             | Kaunas                                                                | Lituania                                                              | 1 – 3                                                                 | Spagna                                                                | Qual. Euro 2012                                                       | -                                                                     |                                                                       |
| 4-6-2011                                                              | Foxborough                                                            | Stati Uniti                                                           | 0 – 4                                                                 | Spagna                                                                | Amichevole                                                            | -                                                                     | cap.                                                                  |
| 7-6-2011                                                              | Puerto La Cruz                                                        | Venezuela                                                             | 0 – 3                                                                 | Spagna                                                                | Amichevole                                                            | 1                                                                     | cap. 46’                                                              |
| 10-8-2011                                                             | Bari                                                                  | Italia                                                                | 2 – 1                                                                 | Spagna                                                                | Amichevole                                                            | 1                                                                     |                                                                       |
| 2-9-2011                                                              | San Gallo                                                             | Spagna                                                                | 3 – 2                                                                 | Cile                                                                  | Amichevole                                                            | -                                                                     | 46’                                                                   |
| 6-9-2011                                                              | Logroño                                                               | Spagna                                                                | 6 – 0                                                                 | Liechtenstein                                                         | Qual. Euro 2012                                                       | -                                                                     |                                                                       |
| 7-10-2011                                                             | Praga                                                                 | Rep. Ceca                                                             | 0 – 2                                                                 | Spagna                                                                | Qual. Euro 2012                                                       | 1                                                                     | 70’                                                                   |
| 12-11-2011                                                            | Londra                                                                | Inghilterra                                                           | 1 – 0                                                                 | Spagna                                                                | Amichevole                                                            | -                                                                     |                                                                       |
| 15-11-2011                                                            | San José                                                              | Costa Rica                                                            | 2 – 2                                                                 | Spagna                                                                | Amichevole                                                            | -                                                                     | 46’                                                                   |
| 29-2-2012                                                             | Malaga                                                                | Spagna                                                                | 5 – 0                                                                 | Venezuela                                                             | Amichevole                                                            | -                                                                     | 60’                                                                   |
| 26-5-2012                                                             | San Gallo                                                             | Spagna                                                                | 2 – 0                                                                 | Serbia                                                                | Amichevole                                                            | -                                                                     | 46’                                                                   |
| 30-5-2012                                                             | Berna                                                                 | Spagna                                                                | 4 – 1                                                                 | Corea del Sud                                                         | Amichevole                                                            | 1                                                                     | cap. 66’                                                              |
| 3-6-2012                                                              | Siviglia                                                              | Spagna                                                                | 1 – 0                                                                 | Cina                                                                  | Amichevole                                                            | -                                                                     |                                                                       |
| 10-6-2012                                                             | Danzica                                                               | Spagna                                                                | 1 – 1                                                                 | Italia                                                                | Euro 2012 - 1º turno                                                  | -                                                                     |                                                                       |
| 14-6-2012                                                             | Danzica                                                               | Spagna                                                                | 4 – 0                                                                 | Irlanda                                                               | Euro 2012 - 1º turno                                                  | -                                                                     | 54’ 65’                                                               |
| 18-6-2012                                                             | Danzica                                                               | Croazia                                                               | 0 – 1                                                                 | Spagna                                                                | Euro 2012 - 1º turno                                                  | -                                                                     |                                                                       |
| 23-6-2012                                                             | Donec'k                                                               | Spagna                                                                | 2 – 0                                                                 | Francia                                                               | Euro 2012 - Quarti di finale                                          | 2                                                                     |                                                                       |
| 27-6-2012                                                             | Donec'k                                                               | Spagna                                                                | 0 – 0 dts (4 – 2 dtr)                                                 | Portogallo                                                            | Euro 2012 - Semifinali                                                | -                                                                     | 113’                                                                  |
| 1-7-2012                                                              | Kiev                                                                  | Spagna                                                                | 4 – 0                                                                 | Italia                                                                | Euro 2012 - Finale                                                    | -                                                                     | [ 59 ]                                                                |
| 15-8-2012                                                             | Bayamón                                                               | Porto Rico                                                            | 1 – 2                                                                 | Spagna                                                                | Amichevole                                                            | -                                                                     | cap. 46’                                                              |
| 11-9-2012                                                             | Tbilisi                                                               | Georgia                                                               | 0 – 1                                                                 | Spagna                                                                | Qual. Mondiali 2014                                                   | -                                                                     |                                                                       |
| 12-10-2012                                                            | Minsk                                                                 | Bielorussia                                                           | 0 – 4                                                                 | Spagna                                                                | Qual. Mondiali 2014                                                   | -                                                                     |                                                                       |
| 16-10-2012                                                            | Madrid                                                                | Spagna                                                                | 1 – 1                                                                 | Francia                                                               | Qual. Mondiali 2014                                                   | -                                                                     |                                                                       |
| 26-3-2013                                                             | Saint-Denis                                                           | Francia                                                               | 0 – 1                                                                 | Spagna                                                                | Qual. Mondiali 2014                                                   | -                                                                     |                                                                       |
| 16-11-2013                                                            | Malabo                                                                | Guinea Equatoriale                                                    | 1 – 2                                                                 | Spagna                                                                | Amichevole                                                            | -                                                                     | cap. 43’                                                              |
| 19-11-2013                                                            | Johannesburg                                                          | Sudafrica                                                             | 1 – 0                                                                 | Spagna                                                                | Amichevole                                                            | -                                                                     | 62’                                                                   |
| 5-3-2014                                                              | Madrid                                                                | Spagna                                                                | 1 – 0                                                                 | Italia                                                                | Amichevole                                                            | -                                                                     | 46’                                                                   |
| 7-6-2014                                                              | Landover                                                              | El Salvador                                                           | 0 – 2                                                                 | Spagna                                                                | Amichevole                                                            | -                                                                     | 68’                                                                   |
| 13-6-2014                                                             | Salvador                                                              | Spagna                                                                | 1 – 5                                                                 | Paesi Bassi                                                           | Mondiali 2014 - 1º turno                                              | 1                                                                     | 63’                                                                   |
| 18-6-2014                                                             | Rio de Janeiro                                                        | Spagna                                                                | 0 – 2                                                                 | Cile                                                                  | Mondiali 2014 - 1º turno                                              | -                                                                     | 40’ 46’                                                               |
| 23-6-2014                                                             | Curitiba                                                              | Australia                                                             | 0 – 3                                                                 | Spagna                                                                | Mondiali 2014 - 1º turno                                              | -                                                                     | 84’                                                                   |
| Totale                                                                |                                                                       | Presenze (8º posto)                                                   | 114                                                                   |                                                                       | Reti                                                                  | 16                                                                    |                                                                       |

| Cronologia completa delle presenze e delle reti in nazionale ― Paesi Baschi | Cronologia completa delle presenze e delle reti in nazionale ― Paesi Baschi | Cronologia completa delle presenze e delle reti in nazionale ― Paesi Baschi | Cronologia completa delle presenze e delle reti in nazionale ― Paesi Baschi | Cronologia completa delle presenze e delle reti in nazionale ― Paesi Baschi | Cronologia completa delle presenze e delle reti in nazionale ― Paesi Baschi | Cronologia completa delle presenze e delle reti in nazionale ― Paesi Baschi | Cronologia completa delle presenze e delle reti in nazionale ― Paesi Baschi |
| Data                                                                        | Città                                                                       | In casa                                                                     | Risultato                                                                   | Ospiti                                                                      | Competizione                                                                | Reti                                                                        | Note                                                                        |
| --------------------------------------------------------------------------- | --------------------------------------------------------------------------- | --------------------------------------------------------------------------- | --------------------------------------------------------------------------- | --------------------------------------------------------------------------- | --------------------------------------------------------------------------- | --------------------------------------------------------------------------- | --------------------------------------------------------------------------- |
| 29-12-2001                                                                  | Bilbao                                                                      | Paesi Baschi                                                                | 3 – 2                                                                       | Ghana                                                                       | Amichevole                                                                  | -                                                                           | 45’                                                                         |
| 28-12-2002                                                                  | Bilbao                                                                      | Paesi Baschi                                                                | 1 – 1                                                                       | Macedonia                                                                   | Amichevole                                                                  | -                                                                           | 49’                                                                         |
| 29-12-2010                                                                  | Bilbao                                                                      | Paesi Baschi                                                                | 3 – 1                                                                       | Venezuela                                                                   | Amichevole                                                                  | -                                                                           | 60’                                                                         |
| 28-12-2011                                                                  | Bilbao                                                                      | Paesi Baschi                                                                | 0 – 2                                                                       | Tunisia                                                                     | Amichevole                                                                  | -                                                                           | 62’                                                                         |
| 29-12-2012                                                                  | Donostia                                                                    | Paesi Baschi                                                                | 6 – 1                                                                       | Bolivia                                                                     | Amichevole                                                                  | -                                                                           | 45’                                                                         |
| Totale                                                                      |                                                                             | Presenze                                                                    | 5                                                                           |                                                                             | Reti                                                                        | 0                                                                           |                                                                             |

### Statistiche da allenatore
Statistiche aggiornate al 9 luglio 2025. In grassetto le competizioni vinte.
| Stagione                | Squadra                 | Campionato              | Campionato | Campionato | Campionato | Campionato | Coppe nazionali | Coppe nazionali | Coppe nazionali | Coppe nazionali | Coppe nazionali | Coppe continentali | Coppe continentali | Coppe continentali | Coppe continentali | Coppe continentali | Altre coppe   | Altre coppe | Altre coppe | Altre coppe | Altre coppe | Totale | Totale | Totale | Totale | % Vittorie | Piazzamento |
| Stagione                | Squadra                 | Comp                    | G          | V          | N          | P          | Comp            | G               | V               | N               | P               | Comp               | G                  | V                  | N                  | P                  | Comp          | G           | V           | N           | P           | G      | V      | N      | P      | %          | Piazzamento |
| ----------------------- | ----------------------- | ----------------------- | ---------- | ---------- | ---------- | ---------- | --------------- | --------------- | --------------- | --------------- | --------------- | ------------------ | ------------------ | ------------------ | ------------------ | ------------------ | ------------- | ----------- | ----------- | ----------- | ----------- | ------ | ------ | ------ | ------ | ---------- | ----------- |
| 2019-2020               | Real Sociedad B         | SDB                     | 28         | 12         | 8          | 8          | -               | -               | -               | -               | -               | -                  | -                  | -                  | -                  | -                  | -             | -           | -           | -           | -           | 28     | 12     | 8      | 8      | 42,86      | 5º          |
| 2020-2021               | Real Sociedad B         | SDB                     | 28         | 18         | 5          | 5          | -               | -               | -               | -               | -               | -                  | -                  | -                  | -                  | -                  | -             | -           | -           | -           | -           | 28     | 18     | 5      | 5      | 64,29      | 1º (prom.)  |
| 2021-2022               | Real Sociedad B         | SD                      | 42         | 10         | 10         | 22         | -               | -               | -               | -               | -               | -                  | -                  | -                  | -                  | -                  | -             | -           | -           | -           | -           | 42     | 10     | 10     | 22     | 23,81      | 20º (retr.) |
| Totale Real Sociedad B  | Totale Real Sociedad B  | Totale Real Sociedad B  | 98         | 40         | 23         | 35         |                 | -               | -               | -               | -               |                    | -                  | -                  | -                  | -                  |               | -           | -           | -           | -           | 98     | 40     | 23     | 35     | 40,82      |             |
| ott. 2022-2023          | Bayer Leverkusen        | BL                      | 26         | 13         | 6          | 7          | CG              | 0               | 0               | 0               | 0               | UCL+UEL            | 3+8                | 0+4                | 2+2                | 1+2                | -             | -           | -           | -           | -           | 37     | 17     | 10     | 10     | 45,95      | Sub. 6º     |
| 2023-2024               | Bayer Leverkusen        | BL                      | 34         | 28         | 6          | 0          | CG              | 6               | 6               | 0               | 0               | UEL                | 13                 | 9                  | 3                  | 1                  | -             | -           | -           | -           | -           | 53     | 43     | 9      | 1      | 81,13      | 1º          |
| 2024-giu. 2025          | Bayer Leverkusen        | BL                      | 34         | 19         | 12         | 3          | CG              | 5               | 4               | 0               | 1               | UCL                | 10                 | 5                  | 1                  | 4                  | SG            | 1           | 0           | 1           | 0           | 50     | 28     | 14     | 8      | 56,00      | 2º          |
| Totale Bayer Leverkusen | Totale Bayer Leverkusen | Totale Bayer Leverkusen | 94         | 60         | 24         | 10         |                 | 11              | 10              | 0               | 1               |                    | 34                 | 18                 | 8                  | 8                  |               | 1           | 0           | 1           | 0           | 140    | 88     | 33     | 19     | 62,86      |             |
| giu.-lug. 2025          | Real Madrid             | PD                      | -          | -          | -          | -          | CR              | -               | -               | -               | -               | UCL                | -                  | -                  | -                  | -                  | SS+SU+CIF+Cmc | 0+0+0+6     | 4           | 1           | 1           | 6      | 4      | 1      | 1      | 66,67      | -           |
| 2025-2026               | Real Madrid             | PD                      | 0          | 0          | 0          | 0          | CR              | 0               | 0               | 0               | 0               | UCL                | 0                  | 0                  | 0                  | 0                  | SS            | 0           | 0           | 0           | 0           | 0      | 0      | 0      | 0      | —          | in corso    |
| Totale Real Madrid      | Totale Real Madrid      | Totale Real Madrid      | 0          | 0          | 0          | 0          |                 | 0               | 0               | 0               | 0               |                    | 0                  | 0                  | 0                  | 0                  |               | 6           | 4           | 1           | 1           | 6      | 4      | 1      | 1      | 66,67      |             |
| Totale carriera         | Totale carriera         | Totale carriera         | 192        | 100        | 47         | 45         |                 | 11              | 10              | 0               | 1               |                    | 34                 | 18                 | 8                  | 8                  |               | 7           | 4           | 2           | 1           | 244    | 132    | 57     | 55     | 54,10      |             |

## Palmarès

### Giocatore

#### Club

##### Competizioni nazionali
- Coppa d'Inghilterra: 1

Liverpool: 2005-2006
- Community Shield: 1

Liverpool: 2006
- Coppa di Spagna: 2

Real Madrid: 2010-2011, 2013-2014
- Campionato spagnolo: 1

Real Madrid: 2011-2012
- Supercoppa di Spagna: 1

Real Madrid: 2012
- Campionato tedesco: 3

Bayern Monaco: 2014-2015, 2015-2016, 2016-2017
- Coppa di Germania: 1

Bayern Monaco: 2015-2016
- Supercoppa di Germania: 1

Bayern Monaco: 2016

##### Competizioni internazionali
- UEFA Champions League: 2

Liverpool: 2004-2005
Real Madrid: 2013-2014
- Supercoppa UEFA: 1

Liverpool: 2005

#### Nazionale
- Campionato d'Europa: 2

Austria-Svizzera 2008, Polonia-Ucraina 2012
- Campionato mondiale: 1

Sudafrica 2010

#### Individuale
- Premio Don Balón: 1

2002-2003
- FIFA FIFPro World XI: 2

2011, 2012
- Europei Top 11: 1

Polonia-Ucraina 2012
- Miglior centrocampista della Liga spagnola: 1

2011-2012
- Squadra della stagione della UEFA Champions League: 1

2013-2014
- Candidato al Dream Team del Pallone d'oro (2020)

### Allenatore

#### Club
- Segunda División B:   1

Real Sociedad B: 2020-2021
- Campionato tedesco: 1

Bayer Leverkusen: 2023-2024
- Coppa di Germania: 1

Bayer Leverkusen: 2023-2024
- Supercoppa di Germania: 1

Bayer Leverkusen: 2024

#### Individuale
- Globe Soccer Awards: 1

Allenatore dell'anno: 2024